# 布鲁斯·佩伦斯
布魯斯·佩倫斯（英語：Bruce Perens），又譯為布魯斯·斐倫斯，美國著名程式設計師，自由軟體社群的顧問，前Debian計劃的領導者。他創造了開放源碼定義（Open Source Definition），與埃里克·雷蒙一同創立了開放原始碼促進會。BusyBox的最早創作者。
他也是一名業餘無線電愛好者，呼號K6BP。

## 作品
- BusyBox

## 外部連結
- 布魯斯·佩倫斯個人首頁 （页面存档备份，存于）